# Branäs
Branäs – ośrodek narciarski położony w regionie Värmland, w zachodniej Szwecji, niedaleko granicy z Norwegią. Jest bazą narciarską i ośrodkiem sportowym. Od 23 do 24 lutego odbyły się tu pierwsze w Szwecji zawody w skicrossie rozgrywane w ramach Pucharu Świata w narciarstwie dowolnym. Ośrodek oferuje 22 trasy narciarskie obsługiwane przez 12 wyciągów i kolejkę gondolową. Najbliżej położoną miejscowością jest Sysslebäck.

## Galeria

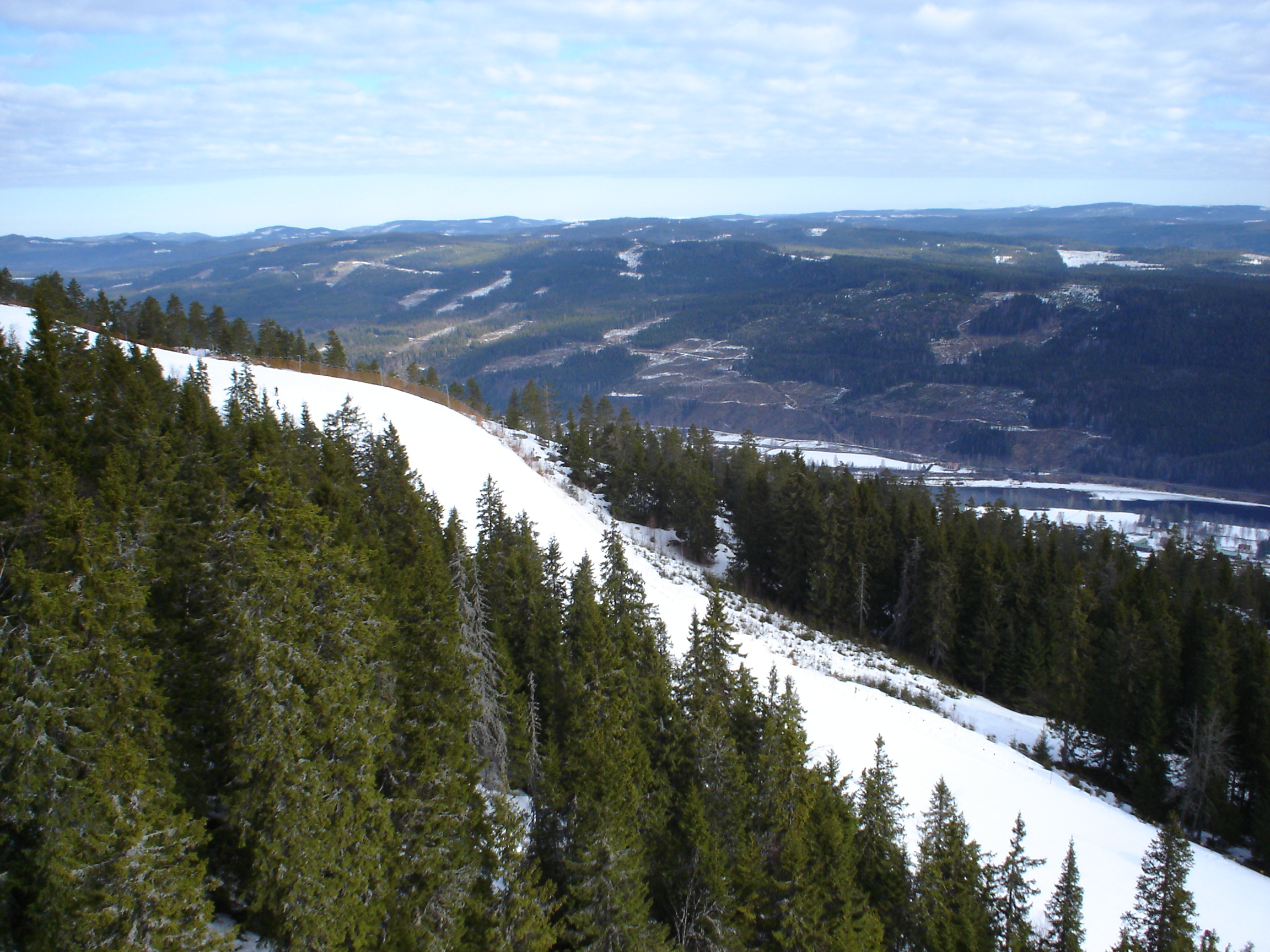
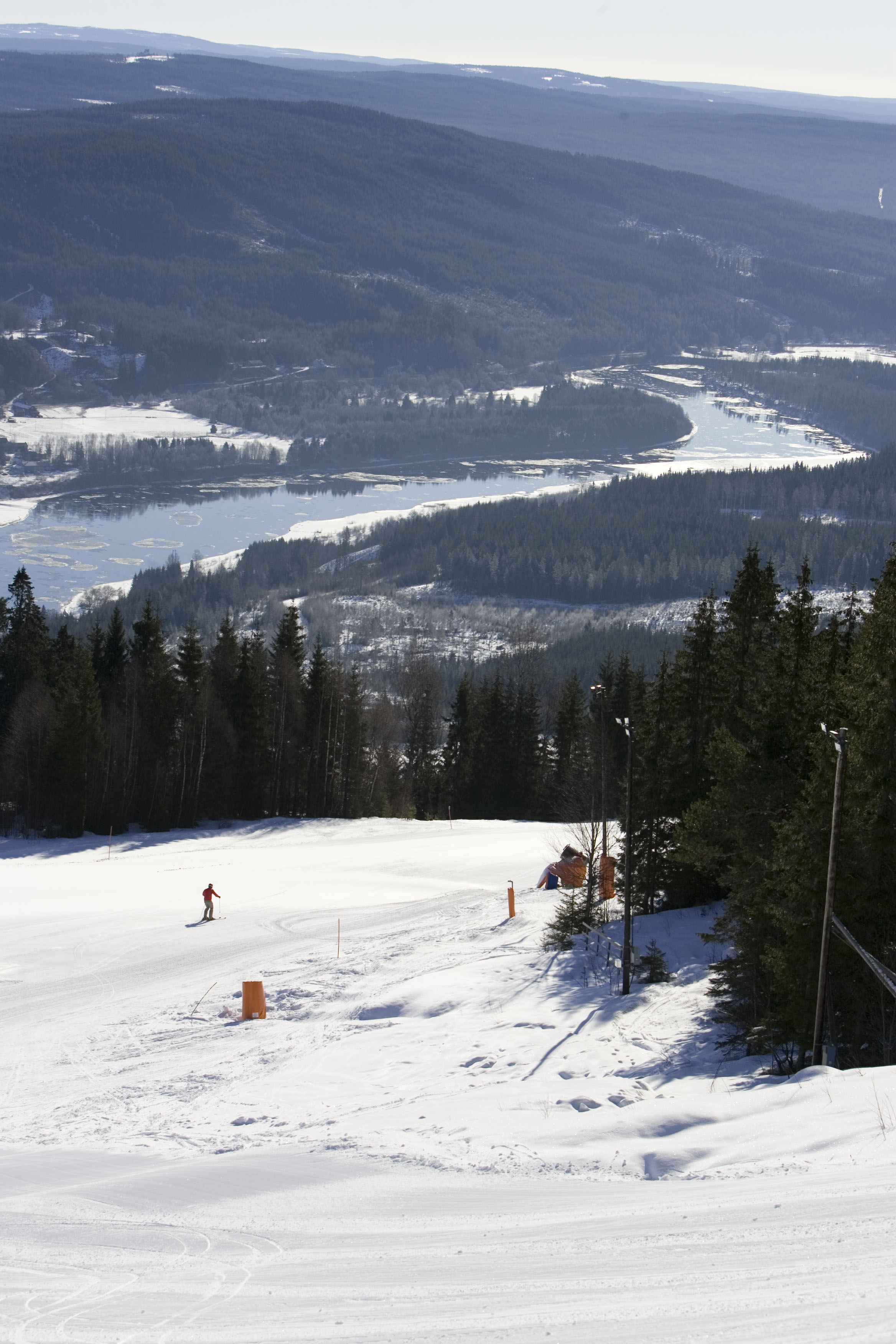
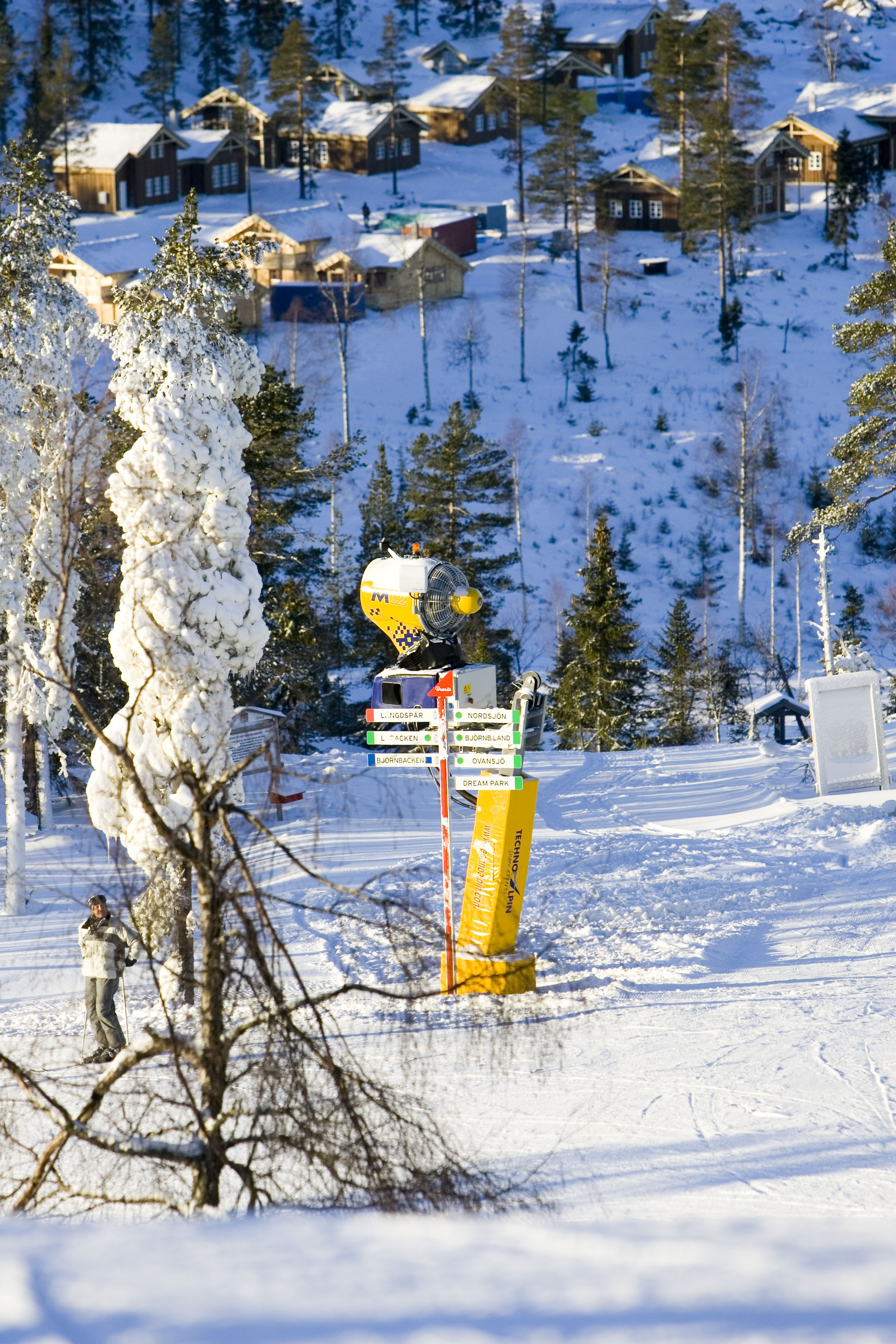
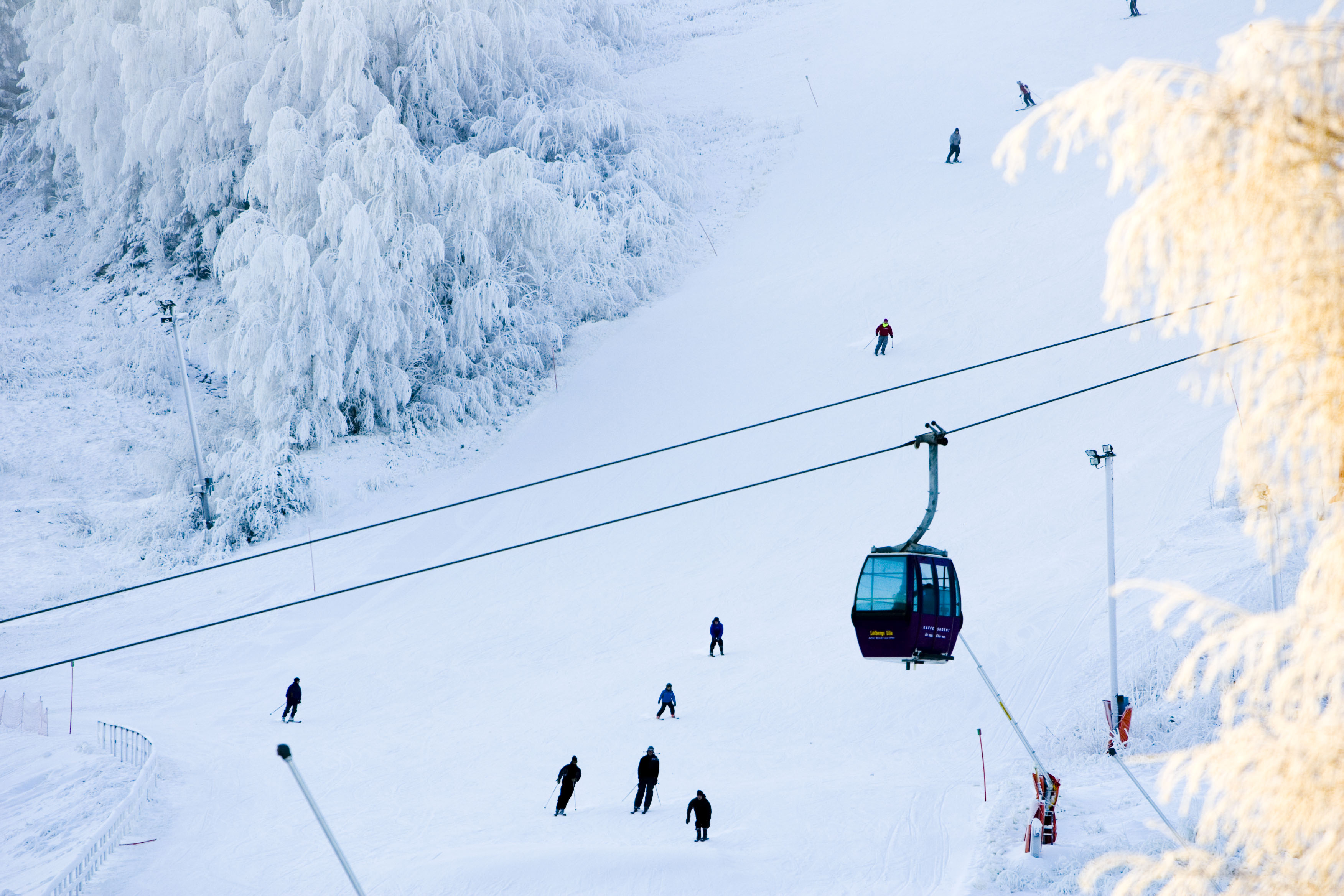